# Деформационный шов
Деформационный шов — предназначен для уменьшения нагрузок на элементы конструкций в местах возможных деформаций, возникающих при колебании температуры воздуха, сейсмических явлений, неравномерной осадки грунта и других воздействий, способных вызвать опасные собственные нагрузки, которые снижают несущую способность конструкций.

## Общие данные
Представляет собой своего рода разрез в конструкции здания, разделяющий сооружение на отдельные блоки и тем самым придающий сооружению некоторую степень упругости. С целью герметизации заполняется упругим изоляционным материалом.

## Разновидности
В зависимости от назначения, применяются следующие деформационные швы:
- температурные,
- компенсационные,
- осадочные,
- антисейсмические и
- усадочные.

### Температурные швы
Температурные швы делят здание на отсеки от уровня земли до кровли включительно, не затрагивая фундамента, который, находясь ниже уровня земли, испытывает температурные колебания в меньшей степени и, следовательно, не подвергается существенным деформациям. Расстояние между температурными швами принимают в зависимости от материала стен и расчётной зимней температуры района строительства.

### Компенсационные швы
Компенсационный шов представляет собой разрез в теле монолитной или условно монолитной плиты, которую может представлять собой стена, пол или кровля здания. Назначение компенсационного шва понятно, уже исходя из его названия – он служит для компенсации напряжений, которые могут привести к разрушению конструктивных элементов здания или ухудшению их качественных характеристик.

### Осадочные швы
Отдельные части здания могут быть разной этажности. В этом случае грунты основания, расположенные непосредственно под различными частями здания, будут воспринимать разные нагрузки. Неравномерная деформация грунта может привести к появлению трещин в стенах и других конструкциях здания. Другой причиной неравномерной осадки грунтов основания сооружения могут быть различия в составе и структуре основания в пределах площади застройки здания. Тогда в зданиях значительной протяженности даже при одинаковой этажности могут появиться осадочные трещины. Во избежание появления опасных деформаций в зданиях устраивают осадочные швы. Эти швы, в отличие от температурных, разрезают здания по всей их высоте, включая фундаменты.

#### Температурно-осадочные швы
Если в одном здании необходимо использовать деформационные швы разных видов, их по возможности совмещают в виде так называемых температурно-осадочных швов.

### Антисейсмические швы
Антисейсмические швы применяются в зданиях, строящихся в районах, подверженных землетрясениям. Они разрезают здание на отсеки, которые в конструктивном отношении должны представлять собой самостоятельные устойчивые объёмы. По линиям антисейсмических швов располагают двойные стены или двойные ряды несущих стоек, входящих в систему несущего остова соответствующего отсека.

### Усадочные швы
Усадочные швы делают в стенах, возводимых из монолитного бетона различных видов. Монолитные стены при твердении бетона уменьшаются в объёме. Усадочные швы препятствуют возникновению трещин, снижающих несущую способность стен. В процессе твердения монолитных стен ширина усадочных швов увеличивается; по окончании усадки стен швы наглухо заделывают.

## Гидроизоляция
Для организации и гидроизоляции деформационных швов используют различные материалы:
- герметики;
- замазки;
- гидрошпонки;
- инъекционные составы;
- эластичные ленты.

## Известные производители
- Maurer AG[англ.][2]